# Safaviyya
Safaviyya er navnet på den sufi-orden der fik sit navn fra Sheikh Safī al-Dīn Is'hāq Ardabīli (1252 – 1334). Ordenen udviklede sig senere politisk og etablerede Safavide-dynastiet (1501-1736) i det nuværende Iran.
Ordenen havde hovedsæde i den nordiranske by Ardabil. Dette var et religiøst center for qizilbāsh-folket i Anatolien, indtil osmannerne blokerede for forbindelsen efter den osmannisk-safavidiske krig i 1514.

## Historie

### Sheikh Safī al-Dīn
Safaviyya-ordenen blev etableret, da Safī al-Dīn, i sin søgen efter spirituel sandhed (1276/77), kom i kontakt med sin fremtidige spirituelle leder (murshid), Sheikh Zāhid-i Gīlānī, som på samme tid var leder af sufi-ordenen zāhidiyya i Lahijan.
Safī al-Dīn blev senere gift med Zāhid-i Gīlānī's datter, Bibi Fatima og endte også at arve lederskabet af zāhidiyya-ordenen, som herefter (1301) blev kaldt safaviyya. Ordenen blev hurtigt meget populær og tiltrak tusindvis af folk fra forskellige egne og af forskellige religioner. Allerede under Safī al-Dīn's lederskab havde ordenen titusinder af disciple (murīd) fra det østlige Anatolien, Syrien og Irak. I denne forbindelse vides det også at statsledere fra både īlkhāniderne, mongolerne og osmannerne viste stor respekt for safaviyya-ordenen. Den īlkhānidiske vazīr (vesir) Rashīd al-Dīn sendte hvert år på Profetens fødselsdag, gaver til Ardabil-tekke'en. Den osmanniske sultan sendte også hvert år sin andel af gaver, som blev kaldt çerağ akçesi. Amīr Chubān, som var en mongolsk amīr (emir) var også blandt ordenens disciple.

### Sheikh Sadr al-Dīn
Under Sheikh Sadr al-Dīn Mūsā (1334-1392) fik ordenen fortsat et stigende antal tilhængere. I denne periode skiftede Ardabil-området hænder mellem adskillige herskere. Safaviyya-ordenen havde på dette tidspunkt opnået stor politisk betydning, hvorfor Ardabil-tekke'en flere gange blev udsat for trusler eller angreb af forskellige ledere. En af disse offensiver ledte til Sadr al-Dīn's fængsling i Tabriz af den daværende hersker Malik Ashraf, som formentligt havde anset ham som en trussel. Nogle måneder efter blev han dog atter løsladt, for igen at blive eftersøgt, hvorefter Sadr al-Dīn var blevet nødsaget til at flygte til Gilan.

### Khvāja 'Alī
Under Khvāja 'Alī (1392-1429) fremhævedes fokuseringen på den esoteriske (batini) aspekt af religion, og ordenen havde på dette tidspunkt udvidet sine tilhængere og disciple til det syd og sydvestlige Anatolien. Khvāja 'Alī havde mødtes adskillige gange med den store hersker Timur. Stærkt påvirket af Khvāja 'Alī's personlighed, valgte Timur at tildele et stort område jord omkring Ardabil til den safaviyya-ordenen og erklærede Ardabil-tekke'en som et fredet tilflugtssted. Desuden fik Khvāja 'Alī også løsladt 30.000 anatolske fanger, som Timur havde taget i krigen mod Osmannerriget i 1402. Nogle af disse vendte tilbage til Anatolien, mens andre bosatte sig i et nyt kvarter i Ardabil. Deres efterkommere blev stadig kaldt Sūfiyān-i Rūmlū (De Anatolske Sufier) i det 17. århundrede.

### Sheikh Ibrāhīm
Under Sheikh Ibrāhīm (1429-1447) blev det safavidiske netværk yderligere styrket, og antallet af de safavidiske tilhængere var på dette tidspunkt blevet så stort, at det ikke var alle disciple der fik mulighed for at se deres leder. Sheikh Ibrāhīm overgik sine forældre med velgørenhed over for de fattige og trængende og Ardabil-tekke'en var blevet så rig, at sheikh'en havde en kongelig karakter.

### Sheikh Junayd
Med Sheikh Junayd (1447-1460) trådte safaviyya-ordenen i en ny fase idet ordenen blev militariseret. Junayd tilskyndede de safavidiske tilhængere at gå i hellig krig. Dette vakte ængstelse i Qarā Quyūnlū-herskeren, Jahānshāh, som truede Junayd med at destruere Ardabil, hvis ikke han nedlagde sine tropper og forlod Ardabil. Junayd forlod derefter Ardabil med en række safavidiske sufier og opholdte sig i Anatolien og Syrien i nogle år, indtil han fik opholdstilladelse af Jahānshāh's fjende, Ūzūn Hazan. De næste tre år (1456-1459) opholdt Junayd sig i Diyār Bakr og her fik han skabt et tæt forhold til Ūzūn Hasan, hvis søster han blev gift med. Året efter (1460) forsøgte Sheikh Junayd at erobre Shirvān med en styrke på 10.000 mand, men lidte her et nederlag og mistede selv livet i krigen.

### Sheikh Hāydār
Hāydār som var kun var 1 år gammel, ved sin fars død (1460), havde nu arvet lederskabet i safaviyya-ordenen. Men det var først i 1480'erne at Hāydār for alvor kunne fungere som en politisk aktiv leder. I dette årti forsøgte Hāydār at udføre en række ekspeditioner mod Kaukasus og i 1488 gik han i krig med Shirvān. Hāydār havde kort forinden denne krig drømt om Imām 'Ali, som fremvist en speciel rød hovedbeklædning med tolv bredder til minde om de Tolv Imamer. Denne røde hovedbeklædning, der også blev kaldt Tāj-i Hāydār, blev efterfølgende et særligt kendetegn på de safavidiske tilhængere, som derfor blev kendt som qizilbāsh (rød-hoveder). Hāydār led dog et nederlag til Shirvān og blev også selv dræbt ved slaget.

### Ali Mīrzā
Ismā’īl var også selv kun 1 år gammel, da hans far Hāydār døde I 1488. Han blev, sammen med sine to storebrødre Ali Mīrzā og Ibrāhīm holdt i fangenskab af Sultan Yakub, men blev i 1493 løsladt på opfordringer af Sultan Yakub's nevø, Rustam. Ismā’īl's ældste storebror Ali Mīrzā var på dette tidspunkt leder af safaviyya-ordenen, men blev i 1493/94 slået ihjel af Rustam, som var begyndt at se Ali Mīrzā som en voksende trussel.

### Ismā’īl
Ismā’īl overtog herefter safaviyya-ordenens lederskab, det lykkedes ham i 1501 at grundlægge Det Safavidiske Rige med hjælp fra sine tilhængere fra Anatolien, Syrien og Irak, kaldt qizilbāsh'erne. Under hele Ismā'īl's regeringstid, fortsatte han med at være aktiv leder af safaviyya-ordenen, og således religiøs overhoved for qizilbāsh'erne.

## Struktur
Safaviyya-ordenen havde sit hovedsæde i Sheikh Safī's mausoleum i Ardabil. Herfra administreredes og udbredtes den safavidiske da'va (propagandasag) ved hjælp af ordenens særlige struktur, der var effektiv til at holde fast i ordenens disciple (murīd). Disse disciple bestod af qizilbāsh-stammer fra Anatolien og Syrien. I toppen af hierarkiet befandt den højeste leder sig, som murshid-i kāmil (Perfekte Leder), som blev beskyttet ordenens tilhængere. Umiddelbart under murshid-i kāmil var khalīfat al-khulafā – en officer som var murshid-i kāmil'ens højre hånd og på samme tid løjtnant. Denne post stod for at mobilisere og udsende khalīfa'er til forskellige provinser. Khalīfa'erne var repræsentanter for khalīfat al-khulafā'en, som fungerede som ledere i qizilbāsh-stammerne. Disse khalīfa'er var oftest qizilbāsh dada'er eller lala'er. Under khalīfa'erne befandt der sig ofte nogle underordnede, som blev kaldt pīr. Nederst i hierarkiet var qizilbāsh'erne – safavidernes trofaste tilhængere.
Disciplene (murīd) havde et stærkt bånd til deres spirituelle ledere (pīr, sheikh eller murshid). Et af de grundlæggende principper omkring pīr-murīd-forholdet var: "ikke at forlade murshid'ens side i hverken modgang eller medgang; tålmodigt at udholde enhver form for ulykke; og at give samtykke til murshid'ens vilje før enhver verdslig interesse." 
Ordenen havde et nogle bestemte retningslinjer for "passende adfærd for en sūfī" kaldt sūfīgarī og "upassende adfærd for en sūfī" kaldt nā-sūfīgarī. Hvis en discipel ikke handlede i overensstemmelse med passende adfærd, kunne denne risikere forskellige former for afstraffelse eller udstødelse. Under Safavideriget blev disse retningslinjers betydninger udvidet til at omhandle "loyalitet" eller "disloyalitet til shāh'en", hvoraf sidstnævnte kunne medføre nogle af de mest alvorlige anklager mod en person.

## Nedgang
Shāh Ismā'īl havde allerede ved grundlæggelsen af Safavideriget forsøgt at indføje den safavidiske sufi-orden ind i en statslig sammenhæng. Dette lykkedes dog ikke, men alligevel havde ordenen en vigtig betydning som khalīfat al-khulafā i hvert fald frem til Shāh Ismā'īl II's regeringstid. Efter Shāh Ismā'īl gik de safavidiske konger dog mere og mere fra safaviyya-ordenen. Selvom Shāh Tahmāsp havde bevæget sig mere i retning af en overvejende ortodoks religionsforståelse, så man stadig klare tegn på heterodoksi omkring. Han blev da også, som sin far, kaldt "Den store Sofi" så sent som i 1561.
Denne afstandstagen til sufisme og heterodoksi blev efterhånden større, indtil safaviyya-ordenen helt blev separeret fra den statslige instans under Shāh 'Abbās I. Under 'Abbās I var rollen som khalīfat al-khulafā blevet reduceret til en stilling uden nogen som helst politisk betydning. Både khalīfat al-khulafā og safaviyya-ordenen fortsatte dog med at eksistere selvstændigt, men i et konfliktfyldt og halv-fjendtligt forhold til shāh'en. Shāh 'Abbās I er også kendt for at bryde tilknytningen til qizilbāsh-soldaterne efter ca. 1589. Disse soldater blev skiftet ud med georgiske, tjerkessiske og armenske ghulām'er (slaver) af  shāh'en, som var krigsfanger, der efter konvertering til islam, var blevet trænet og udlært til enten at være soldater eller besidde funktioner i administrationen. I 1595 var en georgisk ghulām, Allāhverdī Khān blevet en af de mest magtfulde personer i Safavideriget. Efter Shāh 'Abbās I's regeringstid mistede safaviyya-sufierne i stigende grad status, og de blev også ildeset af de statslige teologer.

## Ardabil-komplekset
Ardabil-komplekset er en række sammenhængende bygninger, centreret omkring Sheikh Safī al-Dīn's mausoleum i Ardabil. Det stammer fra perioden 1324-1334, hvor den første bygning, haram-khāna, blev bygget. De fleste bygninger blev dog efterfølgende opført af Sheikh Safī 's søn, Sadr al-Dīn Mūsā.
Komplekset har både fungeret som et pilgrimssted, men også som et sufi-kloster, hvor safaviyya-ordenens disciple har gennemgået spirituel uddannelse.
I 1400- og 1500-tallet var Ardabil-komplekset den overordnede religiøse myndighed for qizilbāsh'erne (alevitterne) i Anatolien. Her rejste tilhængere og lokale ledere til, for at vise respekt eller få undervisning. Mange autorisations-certifikater, ijāzah-nāmeh'er (Tyrkisk: icâzetnâme) tilhørende de alevitiske dede'er har stadigvæk stempler, som stammer fra de safavidiske sheikh'er.

## Doktriner og ritualer
Safaviyya-ordenen indebar en klosterlig livsstil, der var centreret omkring Ardabil-komplekset. De safavidiske tilhængere var både qizilbāsh'er fra regioner både uden for og inden for Det Safavidiske Rige, men også sufier som levede i Ardabil-tekke'en. Blandt deres ritualer kan nævnes zikr-i khafī og zikr-i jalī og den religiøse dans samā' , oftest ledsaget af rytmiske hymner. Deres religiøse forsamlinger foregik regelmæssigt hver torsdag aften, ledet af khalīfat al-khulafā. Safaviyya-ordenen havde også en stærk tilknytning til deres lokale spirituelle ledere, kaldt en pīr, som de havde tiltro og lydighed over for, selv når denne krævede at man afholdt sig fra at faste. Ordenen havde også bestemte doktriner vedrørende opnåelsen af en mystisk enhed med Gud og inkarnation (hulūl). I safaviyya-ordenens absolutions-ritualer, havde Khalīfat al-khulafā en central funktion. Folk som søgte syndsforladelse knælede for khalīfat al-khulafā, hvorefter han med en pind slog den knælede person adskillige gange på ryggen og skuldrene, som et tegn på at deres synder var tilgivet. Denne ceremoni blev kaldt i'tirāf (tilståelse). 
Safaviyya-ordenens tro og ritualer levede i høj grad videre hos qizilbāsh-folket, som senere blev kendt som alevitter. De ovennævnte elementer findes i høj grad i alevitternes aktuelle traditioner. Her kan det nævnes, at alevitterne stadig i dag, udfører deres religiøse ceremonier hver torsdag aften, og disse ceremonier består bl.a. også af semah (samā' ), forskellige former for ihukommelse af Gud (zikr) og brugen af en rituel pind, kaldt târik.